# Puente Zhaozhou

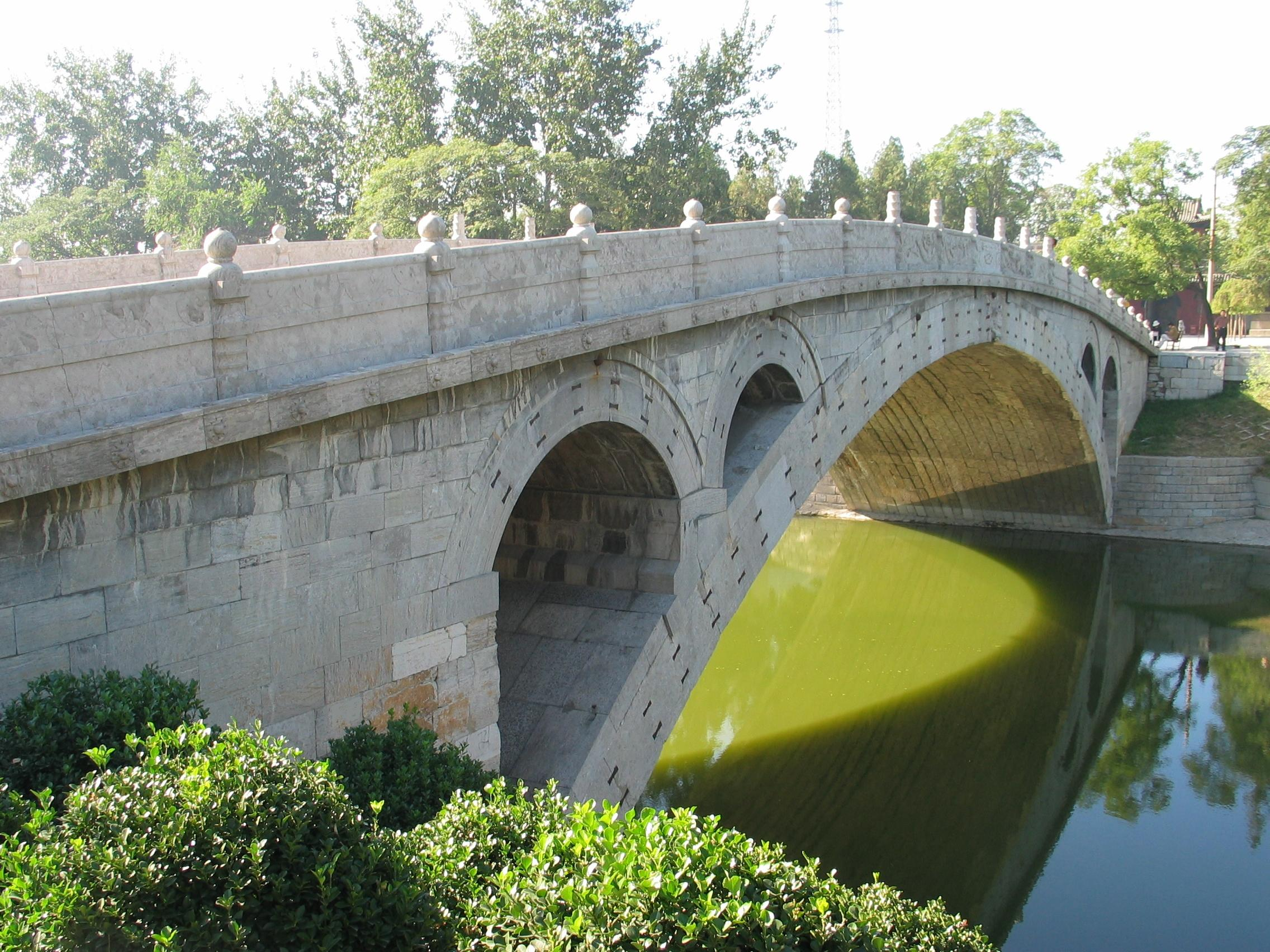
Puente Zhaozhou.

El puente Zhaozhou es el puente en arco de piedra de tímpano abierto más antiguo del mundo. Se atribuye su construcción al artesano Li Chun y fue construido entre 595 y 605 durante la dinastía Sui. Situado en la provincia de Hebei, es el puente más antiguo que se conserva en toda China.
Conocido también como el puente seguro de cruzar o el gran puente de piedra, cruza el río Xiao en el condado de Zhao, a unos 40 kilómetros al sudeste de la capital de la provincia, Shijiazhuang.
El puente tiene unos 50 metros de longitud con un arco central muy rebajado de 37 metros. Su altura es de 7,3 metros y tiene 9 metros de ancho. Tanto el hecho de usar un arco tan rebajado como el de usar una serie de arquillos colocados sobre el arco principal, proporcionan un aligeramiento considerable de la estructura. Desafortunadamente, este diseño tan innovador para la época no se repitió en otros puentes en China y resultó finalmente un caso único. En Europa, salvo algún caso excepcional en la Edad Media, no se empezaron a usar soluciones similares hasta la llegada del siglo XVIII.

## Historia
El puente de Zhaozhou ha sobrevivido a ocho guerras distintas, diez inundaciones y numerosos terremotos; uno de ellos fue de magnitud 7,2 y ocurrió en 1966. La estructura se mantuvo intacta y el puente sigue estando en uso. Solamente algunos de sus ornamentos han sido sustituidos en los últimos cien años.
El diseño del puente ha originado diversas leyendas. Según una de ellas, fue construido por un arquitecto de nombre Lu Ban en una sola noche. Otra de estas historias narra como el puente fue puesto a prueba por dos inmortales que lo cruzaron, al tiempo que Lu Ban se metía en el agua para aguantar la estructura.
Durante la dinastía Ming diversos autores compararon el puente con una nueva luna que se alza entre las nubes. Las autoridades chinas nominaron al puente para que fuera inscrito en la lista de la Unesco del Patrimonio de la Humanidad al ser un lugar muy importante en la historia de la construcción de puentes.